# 峨眉冠唇花
峨眉冠唇花（学名：Microtoena omeiensis）为唇形科冠唇花属下的一个种。

## 扩展阅读
- 維基物種上的相關：峨眉冠唇花